# New Heroes Den Bosch in het seizoen 2017-18
Het seizoen 2017-18 van New Heroes Den Bosch was het 66e seizoen van de Eredivisiebasketbal-club uit 's-Hertogenbosch, die oorspronkelijk EBBC heette. Het was het tweede jaar onder de naam New Heroes. Het was het laatste jaar van clubicoon Kees Akerboom jr. bij de club.

## Team
Laatste update: 30 juni 2017.

### Transfers
| Speler           | Vertrokken naar |
| ---------------- | --------------- |
| Charles Mitchell |                 |

| Speler           | Komt van |
| ---------------- | -------- |
| Kevin Bleeker    |          |
| Norville Carey   |          |
| Mike Miklusak    |          |
| Keshun Sherrill  |          |
| Anthony Marshall |          |

2005-06 · 2006-07 · 2007-08 · 2008-09 · 2009-10 · 2010-11 · 2011-12 · 2012-13 · 2013-14 · 2014-15 · 2015-16 · 2016-17 · 2017-18 · 2018-19 · 2019-20
Apollo Amsterdam · New Heroes Den Bosch  · Donar · Aris Leeuwarden · ZZ Leiden · Challenge Sports Rotterdam · BS Weert · Landstede Basketbal · Den Helder Suns